# Mitjana (matemàtiques)
|  | Aquest article tracta sobre el concepte matemàtic. Vegeu «mitjana» pel concepte estadístic i «mitjana (desambiguació)» per altres significats. |

Construcció geomètrica per trobar les mitjanes aritmètica, geomètrica, harmònica i quadràtica de dos nombres a i b

En matemàtiques, la mitjana és una mesura de tendència central representa el valor "mitjà" o "típic" d'un conjunt de dades. Existeixen diferents tipus de mitjanes, com ara la mitjana geomètrica, la mitjana ponderada i la mitjana harmònica, encara que en el llenguatge comú el terme es refereix generalment a la mitjana aritmètica.

## Mitjana estadística
La mitjana estadística s'usa en estadística per a dos conceptes diferents encara que numèricament similars:
- La mitjana mostral, estadístic que es calcula a partir de la mitjana aritmètica d'un conjunt de valors d'una variable aleatòria
- La mitjana poblacional, valor esperat o esperança matemàtica d'una variable aleatòria

En la pràctica donada una mostra estadística prou gran el valor de la mitjana mostral de la mateixa és numèricament molt proper a l'esperança matemàtica de la variable aleatòria mesura en aquesta mostra. Aquest valor esperat, només és calculable si es coneix amb tota exactitud la distribució de probabilitat, cosa que rarament succeeix en la realitat, per aquesta raó, a efectes pràctics la trucada mitjana es refereix normalment a la mitjana mostral.

### Mitjana mostral
La mitjana mostral resumeix en un valor les característiques d'una constant tenint en compte tots els casos. Només es pot utilitzar amb variables quantitatives.
Si es té una mostra estadística de valors {\displaystyle (X_{1},X_{2},...,x_{n})} de valors per a una variable aleatòria  X  amb distribució de probabilitat {\displaystyle F\ (x,\theta )} [on θ és un conjunt de paràmetres de la distribució] es defineix la mitjana mostral n -èsima com:

{\displaystyle {\bar {X}}_{n}=T(X_{1},X_{2},...,x_{n})={\frac {1}{n}}\sum _{i=1}^{n}X_{i}={\frac {X_{1}+X_{2}'...+x_{n}}{n}}}

### Mitjana poblacional
La "mitjana poblacional" és com es coneix la mitjana d'una població que té una esperança de μ. La mitjana mostral és un bon estimador estadístic de la mitjana poblacional, ja que el seu valor esperat és el mateix que la mitjana poblacional. La mitjana mostral d'una població és una variable aleatòria no constant i, conseqüentment, tindrà la seva pròpia distribució. Per una mostra aleatòria de n observacions d'una població distribuïda normalment, la distribució de la mitjana és:
{\displaystyle {\bar {x}}\thicksim N\left\{\mu ,{\frac {\sigma ^{2}}{n}}\right\}}
Atès que la variància és un paràmetre desconegut, s'estima per la mitjana suma de quadrats, que canvia la distribució de la mitjana mostra d'una distribució normal a una distribució t de Student amb {\displaystyle n-1} graus de llibertat.